# Frittmann Testvérek

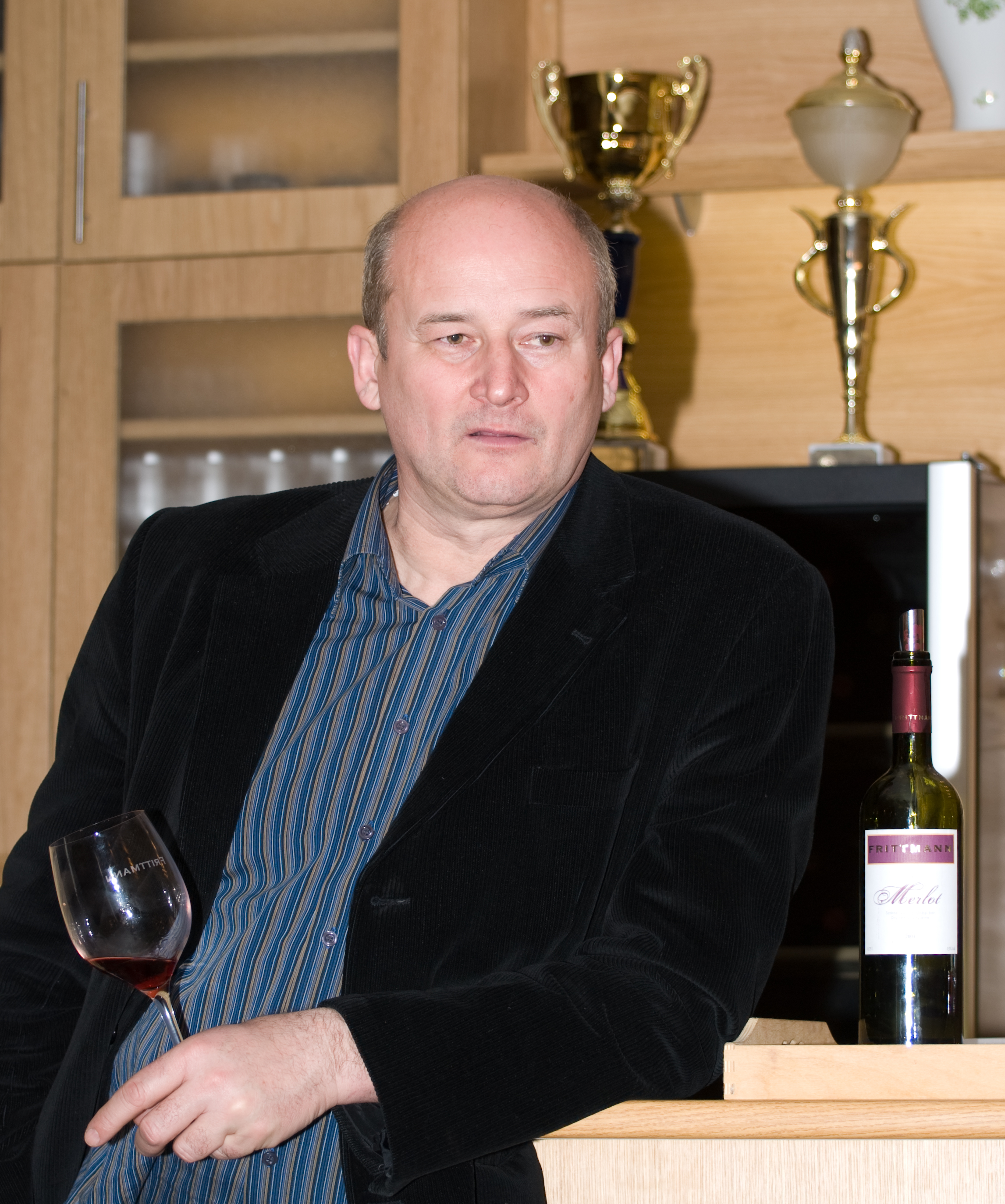
Frittmann János

A Frittmann testvérek által működtetett borpincészet, a Frittmann Testvérek Kft. a Kunsági borvidéken működik.

## Tevékenység
A Frittmann borászat családi vállalkozás, melyben munkálatokban az egész család szerepet vállal. Habár szőlészettel és borászattal már több generáció óta foglalkozik a család, a vállalkozása 1998-tól lett hivatalosan Frittmann Testvérek Kft. A borászat a Kunsági borvidéken, Soltvadkerten található. Saját telepítésű hagyományos, karós és kordon művelésű szőlőültetvénye 45 hektár és további 70 hektár termőterületről vesznek át minőségi szőlőt más termelőktől. A család foglalkozik bortermeléssel, palackozással, értékesítéssel és vendégek számára borkóstolók szervezésével.
Frittmann János szakmai tevékenysége nem csak az ismert cserszegi fűszeres vagy az ezerjó népszerűsítésében irányadó, hanem jelentős szerepet játszott a többi magyar borvidékkel szemben gyakran hátrányos helyzetben lévő Kunsági borvidék értékeinek elismertetésében is. A szakma szemében szerényebb adottságokkal rendelkező vidék helyzetét kétszeresen nehezítette a kilencvenes évek végének borhamisítási botránya. Frittmann János a Szőlősgazdák bora védjegy bevezetésével eredményes módot talált rá, hogy kirekesszék a borhamisítókat a helyi borásztársadalomból.

## Technológia
Borászatukban ötvözik a klasszikus és modern technológiákat is. A fehér és rosé borok reduktív technológiával, a vörösborok érleléssel készülnek. A testesebb, magasabb minőségű vörösborokat fahordóban ászokolják, egy részét új tölgyfahordóban érlelik. Kivételt képez a kadarka, ami nem igényel fahordós érlelést.

## Borok és eredmények
A Frittmann testvérek borászata készít minőségi, táj- és asztali borokat, de fő profiljuk a magasabb minőségű borok termelése.
Ismertebb boraik között érdemes megemlíteni az ezerjót, ami 2003-ban megkapta a Magyar Zászlósborok rendjének a zászlós bora kitüntető elismerést. Kínálatukban megtalálható a cserszegi fűszeres, rajnai rizling, chardonnay, ottonel muskotály, kékfrankos rosé, kékfrankos, oportó, kadarka, merlot és cabernet sauvignon is.
A Frittmann János és Frittmann István nevével fémjelzett borok több szakmai megmérettetésen szerepeltek jól. Frittmann Jánost az Év Bortermelőjének választották 2007-ben.